# Egmar Gonçalves
Egmar Gonçalves (Vila Velha, 15 de agosto de 1970) é um ex-futebolista brasileiro naturalizado singapuriano. Ele atuou durante 11 temporadas pelo Home United de Singapura, e foi convocado 15 vezes para a seleção nacional.

## Carreira
Entre 1989 e 1995, Egmar jogou por Grêmio, Ituano, Itaperuna, Bangu, Barreira, Rio Branco-ES, Bayer e Madureira. Chegou ao Home United em 1996, permanecendo 11 temporadas e vencendo o campeonato nacional 2 vezes (1999 e 2003), além de conquistar o tetracampeonato da Copa de Singapura (2000, 2001, 2003 e 2005). Em 1999 teve uma curta passagem pelo Serra. 
Voltou para o Brasil em 2007, para encerrar a carreira na Desportiva aos 36 anos. Atualmente, mora em Vila Velha e trabalha nas divisões de base da Locomotiva, como técnico em parceria com a escola de Futebol Solvive.

## Títulos
Home United
- Copa de Singapura: 2000, 2001, 2003, 2005